# Epiro (periferia)
L'Epiro (ufficialmente in greco Περιφέρεια Ηπείρου?) è una delle tredici periferie (in greco περιφέρειες?, perifereies - regione amministrativa) della Grecia.

## Geografia
La regione confina con le regioni albanesi di Valona, Argirocastro e Coriza.

## Storia
Il territorio dell'Epiro corrisponde alla regione storica omonima.

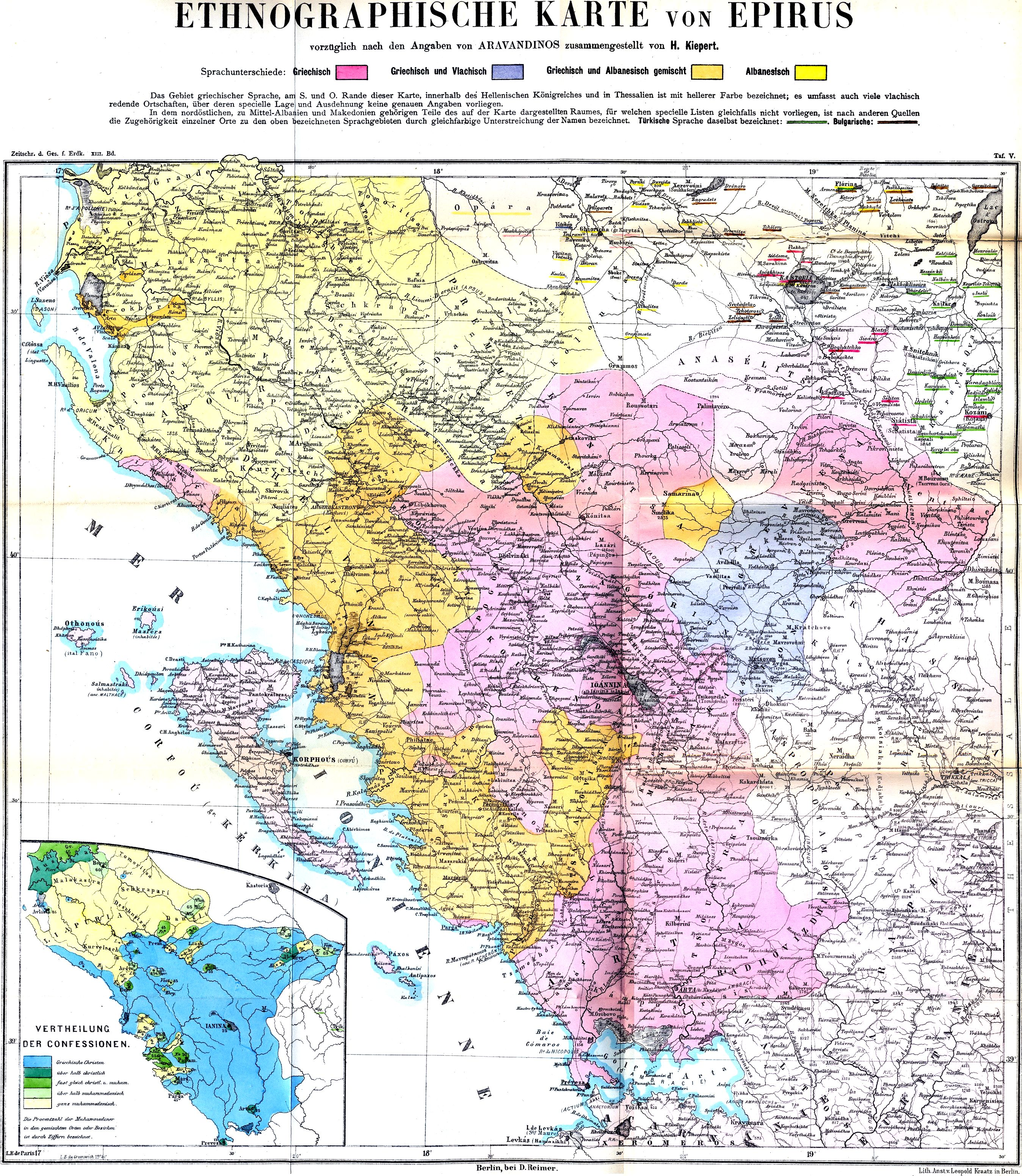
Mappa linguistica (grande) e religiosa (piccola) della regione dell'Epiro, 1878. Creata da H. Kiepert su fonti di P. Aravandinos.

| Lingua greca Lingua greca e valacca Lingua albanese e greca Lingua albanese | Religione ortodossa Maggioranza ortodossa Ortodossi e musulmani Maggioranza musulmani Religione musulmana |

## Geografia antropica

### Unità periferiche
1. Tesprozia
2. Giannina
3. Arta
4. Prevesa

### Comuni
A seguito della riforma in vigore dal 1º gennaio 2011 l'Epiro è diviso nei seguenti comuni:
- Arta
- Dodoni
- Filiates
- Georgios Karaïskakis
- Igoumenitsa
- Giannina
- Kentrika Tzoumerka
- Konitsa
- Metsovo
- Nikolaos Skoufas
- Parga
- Pogoni
- Prevesa
- Suli
- Voreia Tzoumerka
- Zagori
- Ziros
- Zitsa

## Prefetture
Nel vecchio sistema di suddivisioni amministrative, la periferia era divisa in 4 prefetture che corrispondono alle attuali unità periferiche dal punto di vista territoriale.